# Maniansky park
Maniansky park je chráněný areál v katastrálním území obce Maňa v okrese Nové Zámky v Nitranském kraji na Slovensku. Území bylo vyhlášeno v roce 1984 a jeho rozloha je 7,69 hektaru. Předmětem ochrany je historický park.